# Лумен (кръвоносен съд)
 Тази статия е за анатомичния термин.  За единицата вижте лумен.  
Лумен се нарича работното пространство на кръвоносните съдове или тунелът образуван от вътрешните стени – туника интима (латински: tunica intima вътрешна риза), през който тече кръвта.
- Диаметърът на кръвоносните лумени варира според отдалечеността от централното кръвообръщение (от сърцето и аортата)и типа кръвоносен съд: от 5-8 см за големите артерии до части от милиметъра за капилярите.
- Лумен се отнася както до артериални съдове така и до вени.
- Етимологията на думата (както и при другото значение на лумен) идва от светлина, понеже това е откритото (светлото) пространство, ако се гледа на съда като на „тунел“.
- Артериалните лумени с възрастта и нездравословен режим на живот намаляват диаметъра си като стават жертва на заболявания от рода на холестеролимията: холестеролни плаки; атеросклерозата: втърдяване и калциране; и диабета: тъканна некроза и апоптоза.